# Federico Rocchetti
Federico Rocchetti (* 14. Januar 1986, Italien) ist ein ehemaliger italienischer Radrennfahrer.
2010 wurde Rocchetti italienischer Straßenmeister der Elitefahrer ohne Vertrag bei einem internationalen Radsportteam und fuhr zum Ende der Saison als Stagiaire beim UCI ProTeam Lampre-Farnese Vini. In den folgenden Jahren war er Mitglied der Mannschaften Ceramica Flaminia und Utensilnord. Im letzten Jahr seiner internationalen Karriere, 2013, gewann er den Giro del Medio Brenta und belegte beim Einzelzeitfahren der Straßenweltmeisterschaften den 33. Platz.

## Erfolge
2010
- Italienische Straßenmeisterschaft (Elite ohne Vertrag)

2013
- Giro del Medio Brenta

## Teams
- 2010 Lampre-Farnese Vini
- 2011 Ceramica Flaminia
- 2012 Utensilnord Named
- 2013 Utensilnord Ora24.eu